# Alvorada D'Oeste

Alvorada D'Oeste (aparținând de Rondonia RO) este un oraș în Brazilia.